# Leitura

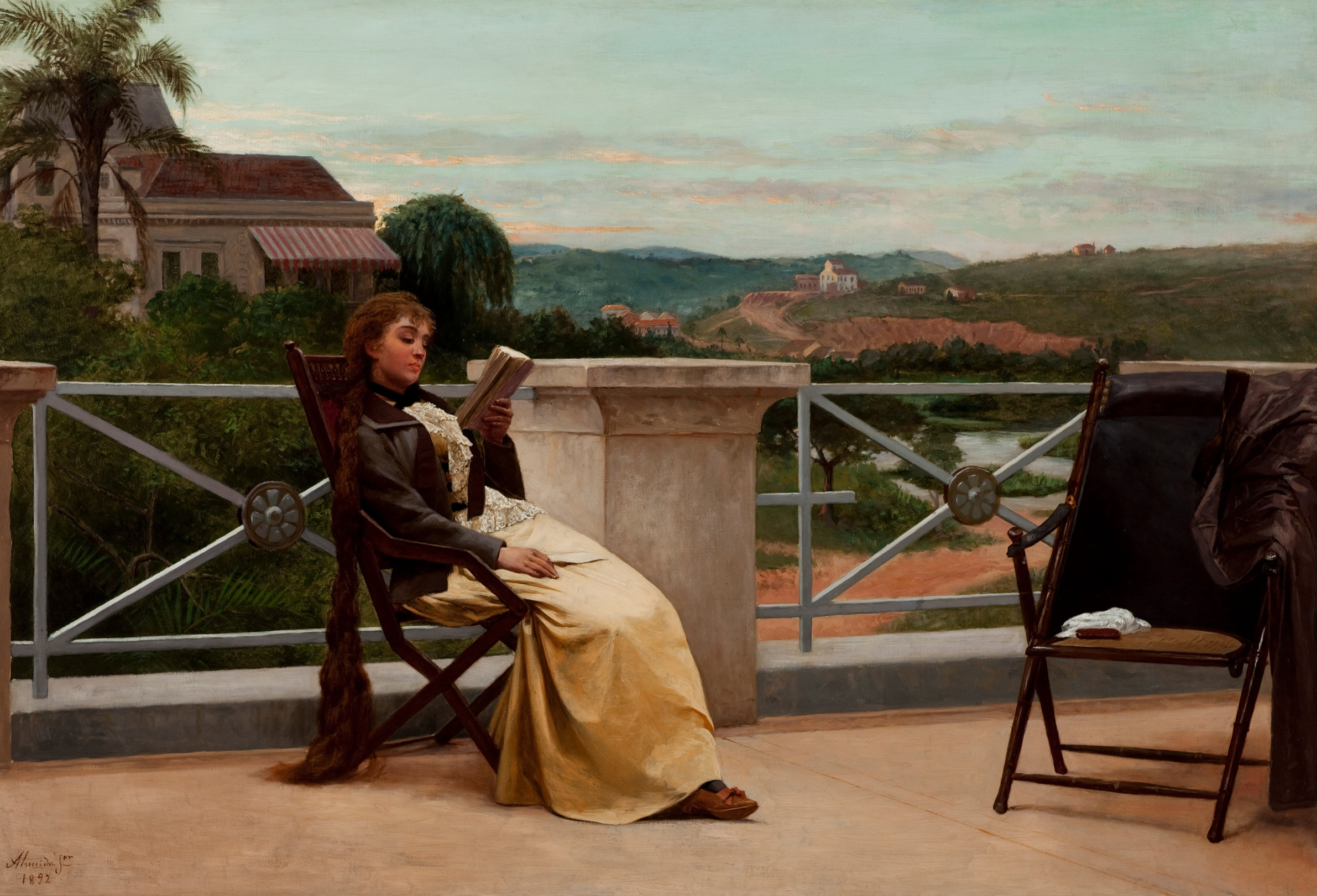
Leitura (1892), tela de Almeida Júnior.

A leitura é o processo cognitivo complexo de decodificar símbolos para extrair significados. É uma forma de processamento da linguagem. 
A leitura tornou-se uma atividade extremamente importante para a civilização, atendendo a múltiplas finalidades, sendo parte fundamental no processo educacional e na construção do indivíduo.
A leitura de conteúdos de boa qualidade alarga os horizontes da pessoa e amplia as suas possibilidades pela expansão de seu conhecimento, desenvolvimento intelectual e de sua visão de mundo, fortalecendo as convicções pessoais, a capacidade de argumentação, senso crítico e manifestação de opiniões com utilização de um vocabulário mais rico.

## História
Há milhares de anos o homem começou a fazer inscrições nas paredes das cavernas, representando animais e cenas do seu cotidiano. Essas inscrições, chamadas de arte rupestre, mais tarde foram evoluindo para uma forma rudimentar de comunicação, chamada pictografia. A evolução da pictografia fez com que o homem fosse também desenvolvendo sons para transmitir o significado daquela escrita, tornando possível a comunicação e o relacionamento com outros homens.
O conhecimento na antiguidade, antes da evolução da escrita, era transmitido principalmente de forma oral, sendo a oratória, a base dos ensinamentos que os mestres transmitiam a seus aprendizes, que eram apenas "ouvintes". Na Grécia Antiga e no Antigo Egito, a escrita e a leitura eram restritas a poucos privilegiados, que eram filósofos e aristocratas, chamados escribas. Na Roma Antiga, a escrita era uma forma de garantir os direitos dos patrícios às propriedades. Na Idade Média, poucos eram alfabetizados. Igrejas, mosteiros e abadias eram os únicos centros da cultura letrada, onde se encontravam as únicas escolas e bibliotecas da época. Nestes locais, eram preservadas e restauradas as antigas obras da herança greco-romana.

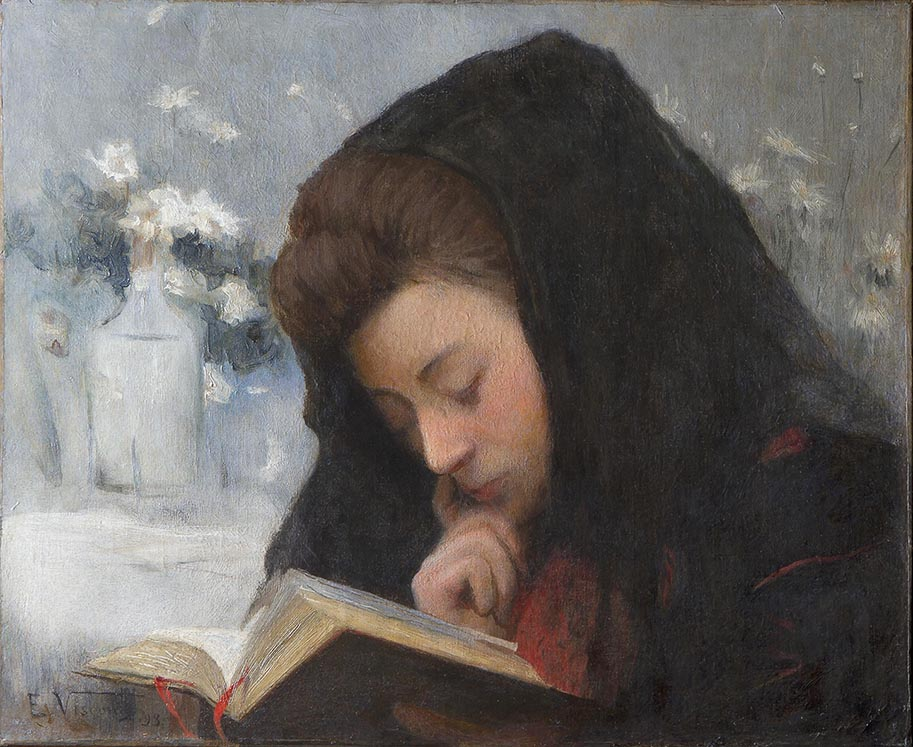
Leitura (1893), tela de Eliseu Visconti.

Na Alta Idade Média, a educação formal era restrita basicamente ao meio clerical. Durante o período merovíngio, a igreja mantinha escolas episcopais, garantindo assim a formação do clero. Nos mosteiros, eram lidos e copiados os antigos documentos escritos e alguns livros das civilizações grega e romana. Havia um caráter sagrado na leitura, e tanto o seu ensino, como o da escrita, não eram obrigatórios àqueles que não seguiriam a vocação religiosa. Desta forma, a igreja passou a monopolizar e a censurar as obras que seriam transcritas criando-se a ideia de que os indivíduos laicos deveriam ter respeito e não contestar os ensinamentos sagrados, apenas os ouvindo e memorizando. Em meados do século XI, houve um crescimento das atividades comerciais e de manufatura, levando a um crescimento das zonas urbanas. A igreja começou a perder o poder sobre o ensino e a escrita avançou então para além dos limites eclesiais, alcançando assim também os leigos, até chegar ao que se conhece na atualidade.
Podemos considerar importantes razões para a referida evolução da descentralização do monopólio intelectual da Igreja, a chamada invenção da imprensa, processo gráfico aperfeiçoado por Johannes Gutenberg no século XV Imprensa, e nos séculos seguintes os fatos que contribuíram para a disseminação da escrita e da leitura fora dos muros da Igreja Romana: a publicação da Bíblia traduzida para o alemão pelo reformador Martinho Lutero em 1534, considerada importante na consolidação da moderna língua alemã e que teria alcançado posteriormente a larga escala de meio milhão de exemplares publicados em três décadas - Bíblia de Lutero; a propagação do modelo heliocêntrico do universo defendido por Nicolau Copérnico Copérnico através de seu livro publicado em 1543 (obra: “Das revoluções das esferas celestes”)   e a propagação da Física de Isaac Newton com sua obra mais importante composta de três volumes, publicada em 1687 (obra: “Princípios Matemáticos da Filosofia Natural”), que dentre outras coisas, descreve a Lei da gravitação universal.

## Aquisição

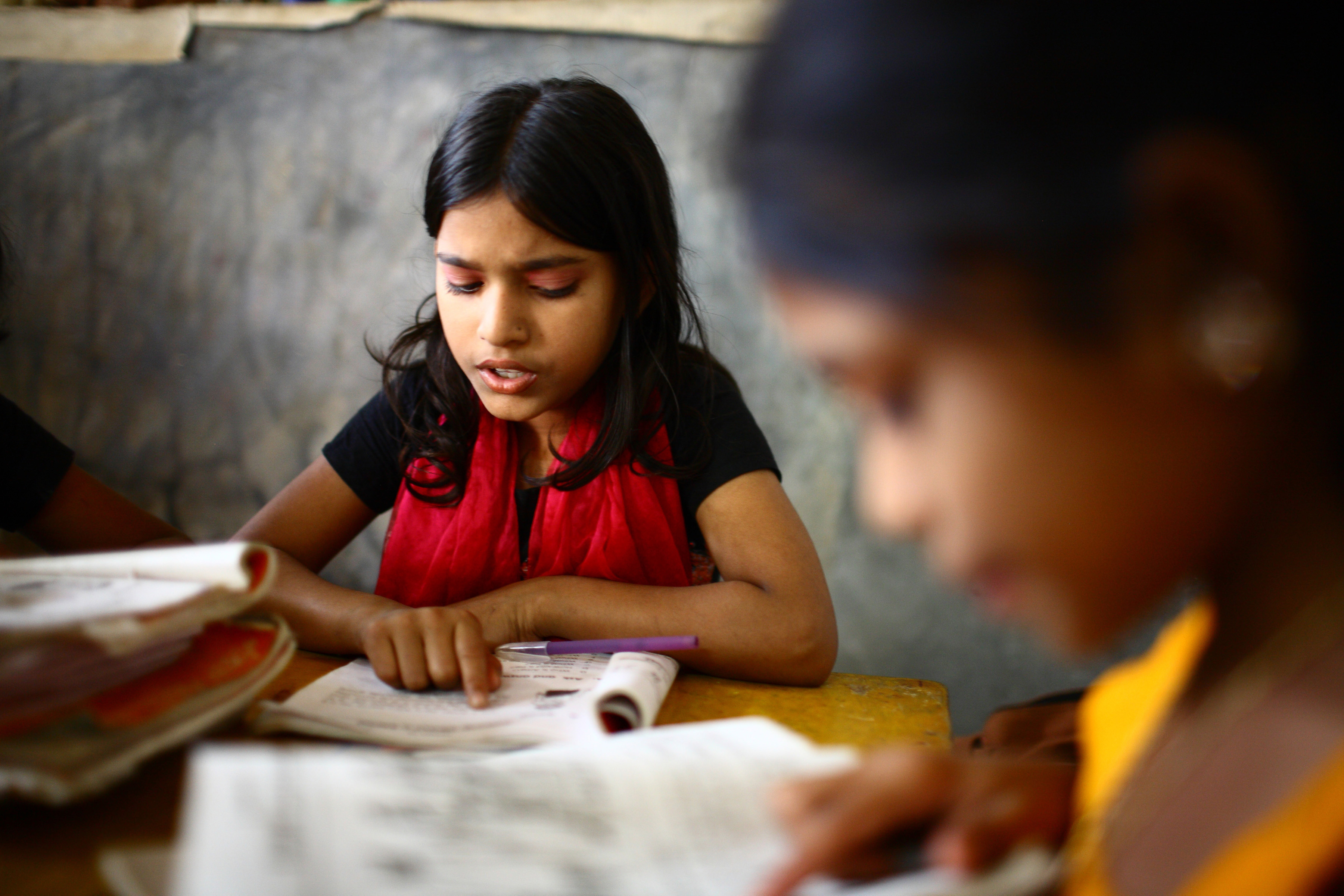
Alfabetização de crianças

Podemos vincular o conceito de leitura ao processo de literacia, numa compreensão mais ampla do  processo de aquisição das capacidades de leitura e escrita e principalmente da prática social destas capacidades. Deste modo, a leitura nos insere em um mundo mais vasto, de conhecimentos e significados, nos habilitando inclusive a decifrá-lo; daí a noção tão difundida de leitura do mundo. Ampliar a noção e o hábito de leitura acentua a visão de mundo em âmbitos culturais e intelectuais. Para o bibliófilo José Mindlin, "é fundamental facilitar o acesso das pessoas a livros" a fim de que se habituem à leitura - independente do gênero e da idade. O importante, lembra ele, é que se crie o hábito.
A escrita deve ter um sentido para quem lê, pois saber ler não pode ser representar apenas a decodificação de signos, de símbolos. Ler é muito mais que isso; é um movimento de interação das pessoas com o mundo e delas entre si e isso se adquire quando passa a exercer a função social da língua, ou seja, quando sai do simplismo da decodificação para a leitura e reelaboração dos textos que podem ser de diversas formas apresentáveis e que possibilitam uma percepção do mundo.
Segundo Fany Abramovich e Carla Alexandre, é  através da leitura que se pode descobrir outros lugares, outros tempos, outros jeitos de agir e de ser, de outra ética, outra ótica… É ficar sabendo História, Geografia, Filosofia, Política, Sociologia, etc.
Na Segunda Guerra Mundial, o cerco nazista à cidade russa de Stalingrado (atual São Petersburgo) por quase um ano, privou seus habitantes de meios alimentares vindo de fora. Na ocasião, as autoridades soviéticas recomendaram o hábito da leitura por entre a população, como forma de fazer "esquecer" a fome que passavam,eles começavam a ler.[carece de fontes?]

## Concepções
O ato de ler pode ser uma forma de lazer ou uma atividade básica no processo de escolarização ou, num sentido mais geral e finalístico, uma forma de adquirir conhecimento e cultura. Como prática de ensino a leitura pode apresentar resultados diferenciados de acordo com a concepção de leitura adotada. Entre as concepções destacam se:
- Decodificação — Valoriza-se a competência de passar do código escrito para o código oral. Kleiman[3] (1993, p. 20) vê essa concepção como  prática empobrecedora que “dá lugar a leituras dispensáveis, uma vez que em nada modificam a visão de mundo do aluno”.
- Extração de significados — tem como foco o texto e concebe a língua a partir de sua linearidade: letra por letra, palavra por palavra, dentro de seu contexto linguístico. Predominou na década de  50 e 60 e não busca um leitor ativo capaz de buscar no texto informações  ou  dialogar com ele. Basta que se reconheçam no texto as palavras e ideias apresentadas. A  construção de sentido ocorre de modo ascendente, ou seja,  as informações vão do texto para o leitor, conforme se pode observar em Leffa[4] (1996, p.13), ao afirmar que “a visão exerce um papel fundamental nessa concepção de leitura”.
- Atribuição de significados — tem como foco o leitor e defende a construção de sentidos de modo descendente, do leitor para o texto.  A compreensão do leitor depende do seu conhecimento prévio (GOODMAN, 1987, apud MENEGASSI & ANGELO,[5] 2005), o que permite uma construção de sentidos diversificada. “O texto não contém a realidade, reflete apenas segmentos da realidade, entremeados de inúmeras lacunas, que o leitor vai preenchendo com o conhecimento prévio que possui do mundo”. (LEFFA, 1996, p.14). A pesquisadora e mestre em psicologia experimental na Universidade de Oxford Kate Nation [en], que estuda o desenvolvimento da linguagem e da alfabetização em crianças em idade escolar, citando Brian L. Byrne [en], cientista e especialista em psicolinguística, afirma em seu estudo Form–meaning links in the developmentof visual word recognition (Ligações formato-significado no desenvolvimento do reconhecimento visual de palavras) que "a primeira tarefa que o leitor novato enfrenta é familiarizar-se com o alfabeto e com o princípio alfabético - a revelação de que as letras codificam informações fonológicas e de que existe uma relação sistemática entre as palavras impressas e suas pronúncias."[6]
- Forma de interação — a leitura é o encontro do leitor com o autor, sujeitos sociais, envolvidos nesse processo dinâmico de construção de sentidos. Nessa concepção ocorre a inter-relação entre processamentos ascendentes e descendentes na busca da construção de  significados. O ato de ler integra o processo perceptivo, que consiste na percepção do texto impresso, quanto um processo cognitivo que consiste nas informações que o leitor leva para o texto. Sendo a leitura determinada pelas condições sociais, culturais e históricas, cada leitura irá resultar numa interpretação diferenciada, pois, entre um leitor e outro, há diferença de conhecimento prévio.